# International Air Transport Association
De International Air Transport Association (IATA), gevestigd in Montréal, werd opgericht in 1945 als handelsorganisatie met als doel om te functioneren als een samenwerkingsorgaan tussen alle aangesloten luchtvaartmaatschappijen. De samenwerking moet zorgen voor veilige, betrouwbare luchtvaartdiensten en economische voordelen.

## Activiteiten
IATA is uitgegroeid tot een internationale handelsorganisatie die als aanspreekpunt en vertegenwoordiger dient voor (bijna) de volledige luchtvaartindustrie. Er zijn speculaties dat de organisatie gebruikt wordt als kartel (veel goedkope vervoerders zijn geen lid van IATA). De mededingingsautoriteiten van de Europese Unie doen hier onderzoek naar.
- Luchtvaartmaatschappijen die lid zijn van IATA hebben de uitzonderlijke toelating om via IATA onderlinge prijsafspraken te maken. (EEG nr. 1617/93 van 25 juni 1993, artikel 85, lid 3).
- In 2005 stelde de Europees Commissaris Neelie Kroes voor het onderling vaststellen van prijzen van vliegtickets via IATA af te schaffen.

Voor het maken van betere vluchtprijsberekeningen heeft IATA de wereldmarkt verdeeld in drie regio's:
- Zuid-Amerika en Noord-Amerika.
- Europa, Midden-Oosten en Afrika. IATA Europe is het geografische Europa en de landen Marokko, Algerije en Tunesië.
- Azië en Oceanië.

Verder bepaalt IATA in alle landen (met uitzondering van de VS, daar wordt dit door de Airlines Reporting Corporation (ARC) gedaan) wie airlinetickets mag uitgeven voor de deelnemende luchtvaartmaatschappijen. IATA heeft hiervoor wereldwijd haar eigen opleidingen en examens.
IATA is lid van SITA en werkt samen met de Internationale Burgerluchtvaartorganisatie.

## Getallen
In 2018 vertegenwoordigde het ongeveer 290 luchtvaartmaatschappijen uit 120 landen.
In de periode 2005 tot en met 2019 is de omzet van de sector verdubbeld, het aantal passagiers is zelfs meer dan verdubbeld in dezelfde periode terwijl het vrachtvervoer hierop achter is gebleven. Het aantal uitgevoerde vluchten is minder sterk gestegen dan het aantal vervoerde passagiers, dit komt mede door de inzet van grotere vliegtuigen met meer zitplaatsen. In 2005 zaten er per vlucht gemiddeld 86 passagiers en in 2019 was dit gestegen naar 117. De winst als percentage van de omzet bereikte een piek van 5% in 2017 en is nadien weer gedaald naar 3%. Van de grote regio's is Noord-Amerika het meest winstgevend. Een belangrijke kostenpost is de brandstof, dit maakt ongeveer een kwart van de totale bedrijfskosten uit. De sector levert ook een belangrijke bijdrage aan de uitstoot van koolstofdioxide, de gemiddelde groei van de uitstoot was 2,5% tussen 2005 en 2019. De coronapandemie heeft het vliegverkeer ernstig verstoord, er waren veel minder passagiers en vluchten en dat dat heeft geleid tot een fors lagere omzet en aanzienlijke negatieve financiële resultaten in 2020.
In 2018 was de Verenigde Staten de grootste binnenlandse markt met 590 miljoen passagiers, de Volksrepubliek China stond op de tweede plaats met 515 miljoen passagiers gevolgd door India met 115 miljoen op plaats 3.

### Operationele en financiële gegevens
| Jaar | Omzet (xUS$ miljard) | Netto-resultaat (×US$ miljard) | Aantal vluchten (×miljoen) | Vervoerde passagiers (×miljoen) | Vervoerde vracht (×miljoen ton) | Brandstof-verbruik (×miljard gallon) | CO2 uitstoot (×miljoen ton) |
| ---- | -------------------- | ------------------------------ | -------------------------- | ------------------------------- | ------------------------------- | ------------------------------------ | --------------------------- |
| 2005 | 413                  | -4,1                           | 24,9                       | 2139                            | 41                              | 68                                   | 650                         |
| 2010 | 564                  | 17,3                           | 27,8                       | 2700                            | 49                              | 70                                   | 664                         |
| 2015 | 721                  | 36,0                           | 34,0                       | 3569                            | 55                              | 81                                   | 774                         |
| 2016 | 709                  | 34,2                           | 35,2                       | 3817                            | 57                              | 85                                   | 812                         |
| 2017 | 755                  | 37,6                           | 36,4                       | 4095                            | 62                              | 90                                   | 860                         |
| 2018 | 812                  | 27,3                           | 38,1                       | 4378                            | 63                              | 95                                   | 905                         |
| 2019 | 838                  | 26,4                           | 38,9                       | 4543                            | 61                              | 96                                   | 914                         |
| 2020 | 384                  | -137,7                         | 16,9                       |                                 | 55                              | 52                                   | 495                         |
| 2021 | 509                  | -41,9                          | 20,1                       |                                 | 66                              | 60                                   | 570                         |
| 2022 | 732                  | -3,6                           | 27,7                       |                                 | 60                              | 74                                   | 705                         |

### Ongevallen
In 2014 werden 73 ongelukken gerapporteerd waarvan 12 ernstige met in totaal 641 doden op een totaal van 38 miljoen vluchten met in totaal 3,3 miljard passagiers. Het jaargemiddelde van de vijf voorafgaande jaren (2009-2013) lag op 19 dodelijke ongevallen met 517 doden. Hier moet opgemerkt worden dat vlucht MH17, die boven Oekraïne werd neergeschoten, niet wordt meegeteld in de statistieken. Door de omstandigheden voldoet het niet aan de voorwaarden om als ongeval geklasseerd te worden. Er vielen 298 doden. Hetzelfde gebeurde in het verleden met onder andere de vier vliegtuigen die betrokken waren bij de aanslagen op 11 september 2001 in de Verenigde Staten.
In 2018 waren er 11 ongevallen met 523 dode passagiers en bemanningsleden. Het gemiddelde in de periode 2013-2017 was 8,8 ongevallen met 234 doden per jaar. 2017 was een zeer goed jaar, er waren slechts zes ongevallen met 19 doden in totaal.

## IATA-initiatieven
- Het opvallendste IATA-initiatief zijn de tweelettercodes (IATA-codes voor luchtvaartmaatschappijen) en de drielettercodes (IATA-luchthavencodes), die wereldwijd gebruikt worden.
- Ten behoeve van de Rail&Fly-systemen geeft IATA ook IATA-treinstationcodes uit.
- Billing and settlement plan (BSP)
- IATA heeft ook regels opgesteld voor het veilige vervoer van gevaarlijke stoffen (PI202-PACKING INSTRUCTION 202 en PI602-PACKING INSTRUCTION 602)[4]